# Стерлитамакский медицинский колледж
Стерлитамакский медицинский колледж — среднее медицинское учебное заведение расположенное в городе Стерлитамак.
Его Кумертауский филиал был открыт в 1990 году.

## История
В 1935 году в городе Стерлитамак колледж был открыт как акушерская школа, с 1939 года — фельдшерско-акушерская школа, с 1947 года — медицинский техникум, с 1954 года — медицинское училище, а в 2003 году был преобразован в медицинский колледж.
В 1990 году в г. Кумертау был открыт его филиал.
По состоянию на 2015 год это учебное заведение выпустило 17 тысяч специалистов, среди которых есть такие известные в республике личности, как П. А. Горошак, З. Г. Габидуллин, Х. С. Фахретдинова .

## Описание
На дневном отделении обучение ведется по следующим специальностям: акушерское дело, лабораторная диагностика, лечебное дело, медсестринское дело, ортопедическая стоматология, фармация.
В колледже работают два музея (история колледжа и история медицинского халата), есть общежитие. Здание лабораторного корпуса колледжа (ул. Садовая, 35; построен в 1895 году) является памятником архитектуры. В здании общежития установлена мемориальная доска, посвященный погибшим выпускникам в Великой Отечественной войне (1985[1]).

## Ссылка
- А Нурғәлиев. Т.  Стерлитамакский медицинский колледж //  Архивная копия от 24 декабря 2019 на Wayback MachineБашкирская энциклопедия — Уфа: «Башкирская энциклопедия» научно-Издательский комплекс, 2015—2017. — ISBN 978-5-88185-143-9.